# Comendador Levy Gasparian
Comendador Levy Gasparian è un comune del Brasile nello Stato di Rio de Janeiro, parte della mesoregione del Centro Fluminense e della microregione di Três Rios.